# Eurycea multiplicata
Eurycea multiplicata é uma espécie de salamandra da família Plethodontidae.
É endémica dos Estados Unidos da América.
Os seus habitats naturais são: florestas temperadas, rios, nascentes de água doce, sistemas cársticos interiores e cavernas.